# Distretto di Higashimurayama
Il distretto di Higashimurayama (東村山郡, Higashimurayama-gun?) è uno dei distretti della prefettura di Yamagata, in Giappone.
Attualmente fanno parte del distretto i comuni di Nakayama e Yamanobe.